# Takanohana Kōji
Takanohana Koji (貴乃花 光司 Takanohana Koji, Quý Nãi Hoa Quang Ty) là một lực sĩ sumo chuyên nghiệp của Nhật Bản, được phong cấp yokozuna. Anh nghỉ thi đấu sumo từ năm 2003.

## Xuất thân
Takanohana tên thật là Hanada Kōji (花田 光司), sinh ngày 12 tháng 8 năm 1972 trong một gia đình có truyền thống sumo ở Suginami, Tokyo, Nhật Bản. Cha anh là Takanohana Kenshi đã được phong cấp ozeki. Anh trai anh là Wakanohana Masaru đã được phong cấp yokozuna.

## Thăng cấp
Takanohana bắt đầu sự nghiệp thi đấu sumo từ năm 1988. Lúc đầu anh có tên thi đấu là Takahanada. Khi được phong cấp ozeki vào năm 1993, anh mới lấy tên thi đấu giống của cha mình thành Takanohana. Trong suốt sự nghiệp thi đấu của mình, Takanohana có tiếng là được lên cấp nhanh và giành hàng loạt kỷ lục về tuổi lên cấp sớm.
- Lúc 16 tuổi 9 tháng, anh đã được phong cấp makushita
- Lúc 17 tuổi 3 tháng, anh đã được phong cấp jyuryo
- Lúc 17 tuổi 8 tháng, anh được phong cấp makuuchi
- Lúc 20 tuổi 5 tháng, anh đã được phong cấp ozeki
- Lúc 22 tuổi 5 tháng (tháng 1 năm 1995), Takanohana đạt cấp yokozuna, cấp cao nhất của lực sĩ sumo chuyên nghiệp. Anh là yokozuna thứ 65 của Nhật Bản.

## Thành tích và giải thưởng
- Mùa giải tháng 3 năm 1991, anh được trao hai giải thưởng về tinh thần thi đấu và kỹ thuật thi đấu. Ở giải đó, anh thắng 12 trận và thua 3 trận.
- Mùa giải tháng 5 năm 1991, mặc dù anh chỉ thắng 9 trận và thua 6 trận, nhưng anh lại được trao giải thưởng cho thành tích là lực sĩ cấp maegashira mà lại thắng lực sĩ cấp yokozuna[1] trao giải thưởng thành tích thi đấu xuất sắc.
- Mùa giải tháng 7 năm 1991, anh thắng 11 trận, thua 4 trận, được trao giải về kỹ thuật thi đấu và giải thành tích xuất sắc.
- Mùa giải tháng 1 năm 1992, anh giành chức vô địch toàn giải đầu tiên trong sự nghiệp thi đấu sumo của mình, đồng thời được trao ba giải thưởng về tinh thần, kỹ thuật và thành tích thi đấu.
- Mùa giải tháng 9 năm 1992, anh giành chức vô địch toàn giải thứ hai và giải thưởng thành tích thi đấu.
- Cho đến mùa giải tháng 7 năm 1994, anh còn ba lần vô địch nữa, nhưng không liền nhau.
- Hai mùa giải liên tiếp các tháng 9, 11 năm 1994, anh đều đoạt chức vô địch. Nhờ vậy, tháng 1 năm 1995, anh được phong cấp yokozuna và tại mùa giải này anh vẫn tiếp tục vô địch.

Tổng cộng, anh đoạt 22 chức vô địch trong suốt sự nghiệp thi đấu sumo của mình (nhiều thứ tư sau Taiho, Chiyonofuji và Kitanoumi). Có lần, anh đoạt chức vô địch liên tục suốt 4 mùa giải. Anh từng bốn lần được trao giải thưởng về thành tích thi đấu, hai lần về tinh thần thi đấu, ba lần về kỹ thuật thi đấu, một lần về thành tích lực sĩ cấp maegashira mà lại thắng lực sĩ cấp yokozuna. Kỳ phùng địch thủ của Takanohana ở cấp yokozuna là Musashimaru. Hai người thay nhau làm hạt giống của hai phe Đông, Tây trong nhiều mùa giải.

## Chấn thương và giải nghệ
Takanohana bị chấn thương không ít lần dẫn tới việc nghỉ thi đấu một số mùa giải, trong đó có lần nghỉ thi đấu đến hơn một năm khiến phong độ giảm sút. Tại mùa giải tháng 1 năm 2003, anh thi đấu đến trận thứ 8 thì bị chấn thương. Sau giải, anh tuyên bố giải nghệ.